# راین دا کورنرا
راین دا کورنرا یکی از شاخه های اصلی رود راین است. این رود از کشور سوئیس می‌گذرد.